# Simon Gosejohann

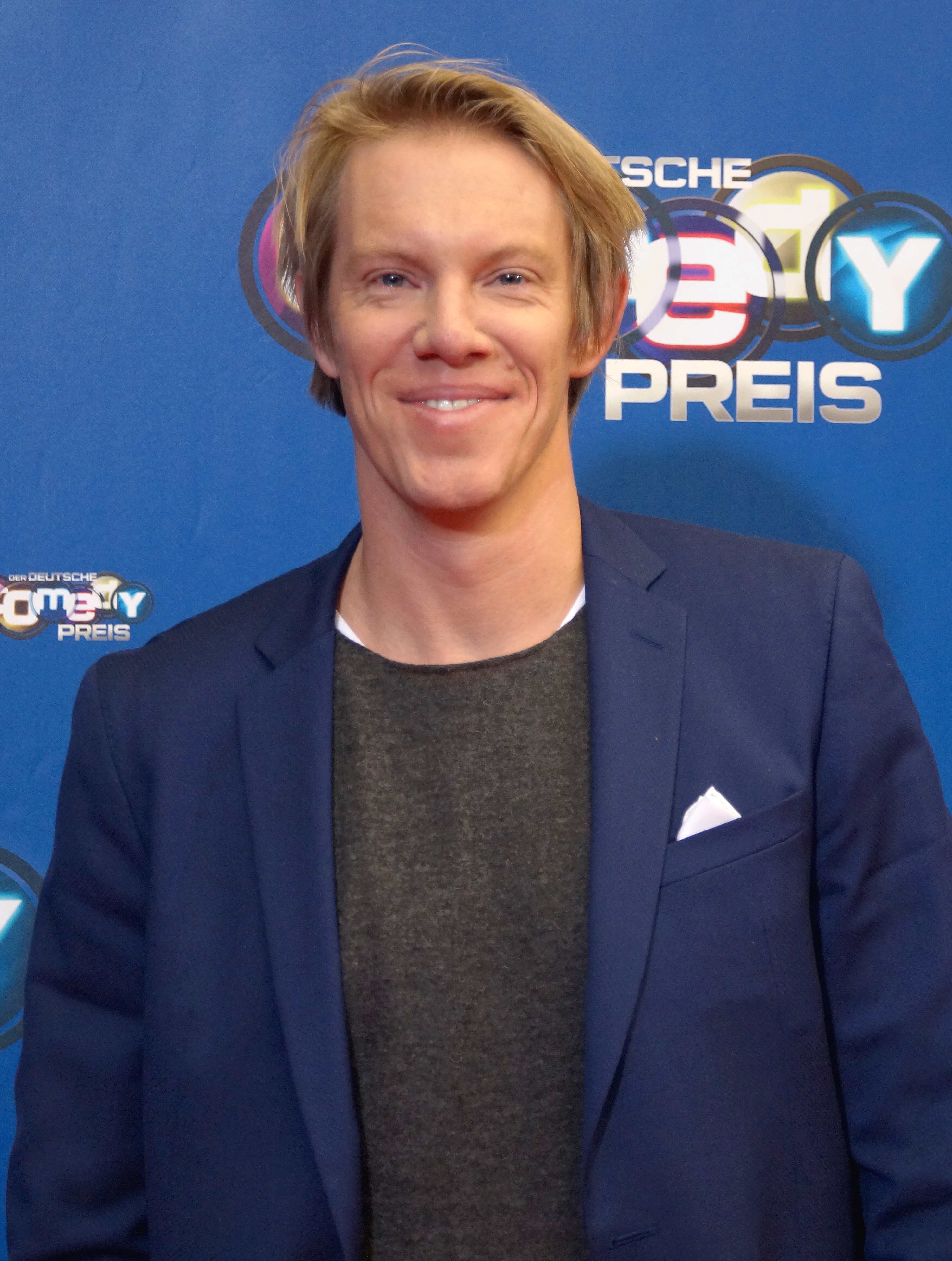
Simon Gosejohann beim Comedypreis 2016 in Köln

Simon Gosejohann (* 9. Januar 1976 in Gütersloh) ist ein deutscher Schauspieler, Moderator und Komiker.

## Leben
Simon Gosejohann wurde als Sohn des Landwirts Helmut Gosejohann und dessen Frau Brigitte, einer Auslandskorrespondentin, im Gütersloher Stadtteil Niehorst geboren und wuchs auf dem Hof seiner Familie auf. Zusammen mit seinem älteren Bruder Thilo Gosejohann und Freunden drehte Simon Gosejohann unter dem Namen The Neverhorst Company (benannt nach dem Geburtsort der beiden) seit 1991 dutzende Kurz- und Spielfilme, die den Brüdern in der Amateur-Videoszene den Ruf als talentierte Nachwuchsfilmer einbrachten. Viele der Filme liefen auf Festivals und gewannen Preise und Wettbewerbe (z. B. Im Angesicht Ihrer Majestät und Ingo Jownes und die schlimme Mumie).
Noch während Gosejohann eine Ausbildung zum Industriekaufmann bei der Union Knopf GmbH in Bielefeld-Sennestadt machte (1996–1999), vollendeten er und die anderen Mitglieder der Neverhorst Company nach über sechsjähriger Arbeitszeit ihr bis dahin größtes Projekt, den Superhelden-Spielfilm Captain Cosmotic. Dieser machte ihn und die anderen Beteiligten einem breiteren Publikum bekannt, nachdem er in mehreren Episoden auf VIVA Zwei ausgestrahlt worden war.
Gosejohanns erster TV-Auftritt war am 3. September 2000 bei der Doku-Soap WG Europa des WDR Fernsehen. Danach folgten Auftritte in der Show Kamikaze von VIVA Zwei (hauptsächlich als Opfer von Niels Ruf), sowie im November 2000 seine erste Moderation in der Sendung Zelluloid (zuerst als Vertretung, danach als Hauptmoderator). 2002 und 2003 moderierte er außerdem die VIVA-Show Film ab. Für diese beiden Sendungen erhielt er den Förderpreis des Deutschen Fernsehpreises 2002.
Seinen Einstieg als Comedian schaffte Gosejohann schließlich 2002 mit der Sendung Comedystreet, für die er bis 2009 fünf reguläre Staffeln drehte. 2009 und 2011 folgten zwei weitere Staffeln mit dem Titel Comedystreet XXL. Er gehörte zum festen Team der Comedy-Falle auf Sat.1.
Neben den Filmen der Neverhorst Company ist Gosejohann unter anderem im Film Die Nacht der lebenden Loser als Schauspieler zu sehen. Gosejohann spielt im Film Horst Schlämmer – Isch kandidiere! den Praktikanten Ulle.
Von 2005 bis 2014 war Gosejohann bei der jährlichen TV total Stock Car Crash Challenge zu sehen, bei der er im Jahr 2010 eine Medaille in der 1900er-Klasse gewann.
Bei den meisten Neverhorst-Filmen sowie bei Comedystreet ist Thilo Gosejohann für die Kamera bzw. Regie verantwortlich; Simon Gosejohann ist allerdings auch schon als Regisseur in Erscheinung getreten (Master of the Fist) und schreibt oft an den Drehbüchern mit. Seit 2006 spricht er den Macabros in der Neuauflage der gleichnamigen Hörspielserie, 2006 hatte er eine Gastrolle als Sascha in Die Wilden Hühner.
Von 2004 bis 2006 war Gosejohann in Elton vs. Simon zu sehen, 2008, 2010 und 2012 in Elton vs. Simon – Die Show.
Seit März 2011 ist Gosejohann das Gesicht der Imagekampagne des Handwerks. Im August 2011 veröffentlichte Gosejohann sein erstes Buch mit dem Titel Schmerzfrei.
In der vom SWR für das Medienangebot funk produzierten Streaming-Serie Patchwork Gangsta stand Gosejohann als J. B. neben Stefan Mocker und Haben vor der Kamera.
Seit dem 26. November 2019 hat er mit seinem Bruder Thilo den Podcast „Mittelalte weiße Männer“. Ab Folge 18 mit dem Zusatz „Piratensender Niehorst“.
Von 2006 bis 2012 war Gosejohann mit Angela Finger-Erben liiert.
Simon Gosejohann lebt seit 2016 in Berlin und ist seit Mai 2019 Vater eines Kindes.

## Filmografie (Auswahl)

### Fernsehsendungen
- 2000: WG Europa
- 2000: Kamikaze
- 2000–2001: Zelluloid
- 2002–2003: Film ab
- 2002–2011, seit 2024: Comedystreet / Comedystreet XXL
- 2004–2006: Elton vs. Simon
- 2005–2006: Die Comedy-Falle
- 2005–2006: Chartbreak-Hotel
- 2005–2012, 2014: TV total Stock Car Crash Challenge
- 2008–2010: Elton vs. Simon – Die Show
- 2011: heute-show (Cameo-Auftritt)
- 2012: Elton vs. Simon – die Liveshow
- 2012: Es kann nur E1NEN geben
- seit 2012: Telekom Street Gigs
- seit 2013: antisocial network und die Gosejohann Brothers
- 2015: Jetzt wird’s schräg
- 2015: Die große Revanche
- seit 2015: Fake Reaction – Einer täuscht immer
- 2015: Comedy Rocket (2 Episoden)
- 2016: Die beste Show der Welt
- 2016: My Idiot Friend (ein Auftritt)
- 2016, 2025: Wer weiß denn sowas?
- seit 2018: Worlds Craziest competitions
- 2019: Genial daneben – Das Quiz (ein Auftritt)
- 2019: Patchwork Gangsta
- 2019: Verstehen Sie Spaß? (wurde reingelegt)
- 2019: Verstehen Sie Spaß? (Lockvogel)
- seit 2019: Joko & Klaas gegen ProSieben (unregelmäßige Gastauftritte)
- 2019: Joko gegen Klaas – Das Duell um die Welt (Länderduell Taiwan + Studiospiel)
- 2020: Die! Herz! Schlag! Show!
- 2020: Wer schläft, verliert!
- 2021: Buchstaben Battle
- 2024: Das große Promibacken
- 2025: TV Total – Promi Wrestling
- 2025: Most Wanted – Wer entkommt?

### Filme
- 1993: Ghettoforce 2000 (Kurzfilm)
- 1996: Master of the Fist (Kurzfilm)
- 1997: Brennpunkt Neverhorst (Kurzfilm)
- 1998: Captain Cosmotic
- 1998: Brennpunkt Neverhorst 2 (Kurzfilm)
- 2003: Operation Dance Sensation
- 2004: Die Nacht der lebenden Loser
- 2004: Lorenz lacht (Kurzfilm)
- 2006: Die Wilden Hühner
- 2006: Zwerg Nase – 4 Fäuste für ein Zauberkraut
- 2007: Hänsel & Gretel – Ein Fall für die Supergranny
- 2008: Morgen, ihr Luschen! Der Ausbilder-Schmidt-Film
- 2009: Horst Schlämmer – Isch kandidiere!
- 2009: 12 Meter ohne Kopf
- 2010: Dead Past
- 2012: ProSiebens 1001 Nacht – Der verflixte Flaschengeist
- 2012: Brennpunkt Neverhorst III (Kurzfilm)
- 2015: Alientampon
- 2020: Panzerpanne: Soldaten im Schokirausch (Kurzfilm)

### Webserien
- 2016: Pendler und andere Helden (Episodenrolle, Folge 28)

## Hörspiele
- 2006: Macabros
- 2008: Operation Nation, WDR, Regie: Leonhard Koppelmann
- 2009: Operation Baader-Heino Komplex, WDR, Regie: Leonhard Koppelmann
- 2011: Operation Endstation, WDR, Regie: Leonhard Koppelmann

## Podcast
- ab 2019: Die Gosejohanns: Mittelalte weiße Männer aka Piratensender Niehorst

## Auszeichnungen
- Deutscher Fernsehpreis
  - 2002: „Förderpreis“ (Film ab & Zelluloid)
- Deutscher Comedypreis
  - 2008: für „Beste Comedy-Show“ (Elton vs. Simon) (gemeinsam mit Elton und Johanna Klum)
  - 2009: für „Beste Versteckte Kamera“ (Comedystreet)
  - 2012: für „Bester Comedyevent“ für Elton vs. Simon – Die Live-Show (gemeinsam mit Elton und Johanna Klum)